# Ludolf Henning von Eltz

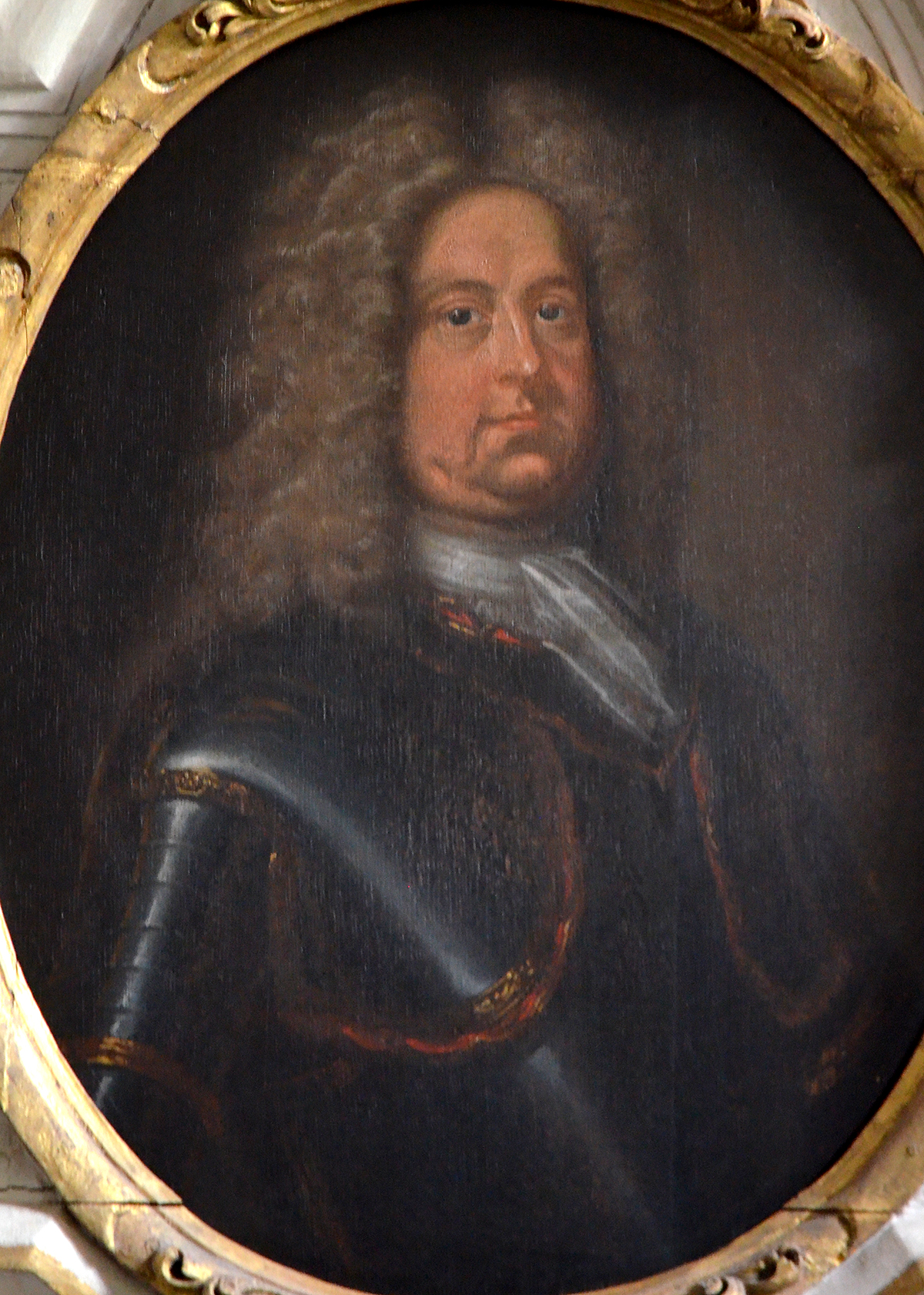
Ölgemälde mit dem Brustbild des Ludolf Henning von Eltz mit Allongeperücke und Harnisch

Ludolf Henning von Eltz (* 15. Juni 1649 in Burgwedel; † 10. Mai 1718 ebenda) war ein deutscher Offizier und Burgwedeler Amtsvogt.

## Leben
Ludolf Henning von Eltz wurde kaum ein Jahr nach dem Ende des Dreißigjährigen Krieges geboren. Er war ein Abkömmling des alten niedersächsischen Adelsgeschlechtes von Eltz, von dem mehrere Mitglieder in der St. Petruskirche in Burgwedel bestattet sind. In der Kirche, zu betreten durch die Eingangstür mit dem Wappen der Familie von Eltz in der Bekrönung, wurde auch der farbig bemalte Grabstein seines Großvaters Ludolf von Eltz aufgestellt.
Ludolf Henning von Eltz wirkte zur Zeit des Kurfürstentums Braunschweig-Lüneburg als Obristlieutenant und Amtsvogt in Burgwedel.
Als Landhauptmann in Burgwedel heiratete von Eltz am 5. Dezember 1678 die zweite Ehefrau und Witwe des Amtmanns zu Steuerwald Ludolph Behling, Dorothea Leveke Reiche (* 27. November 1644), die jedoch keine drei Jahre nach der Hochzeit am 27. November 1681 verstarb.
Seinen Sitz hatte der Amtsvogt von Eltz auf einem der beiden ehemaligen adeligen, freien Höfe am Ort. Der von Eltzsche Adelssitz wurde nach dem Tod von Ludolf Henning von Eltz an seinen Schwiegersohn Ludolf Arnold Heinrich Reinbold († 1735) vererbt.

## Barockes Grabmal

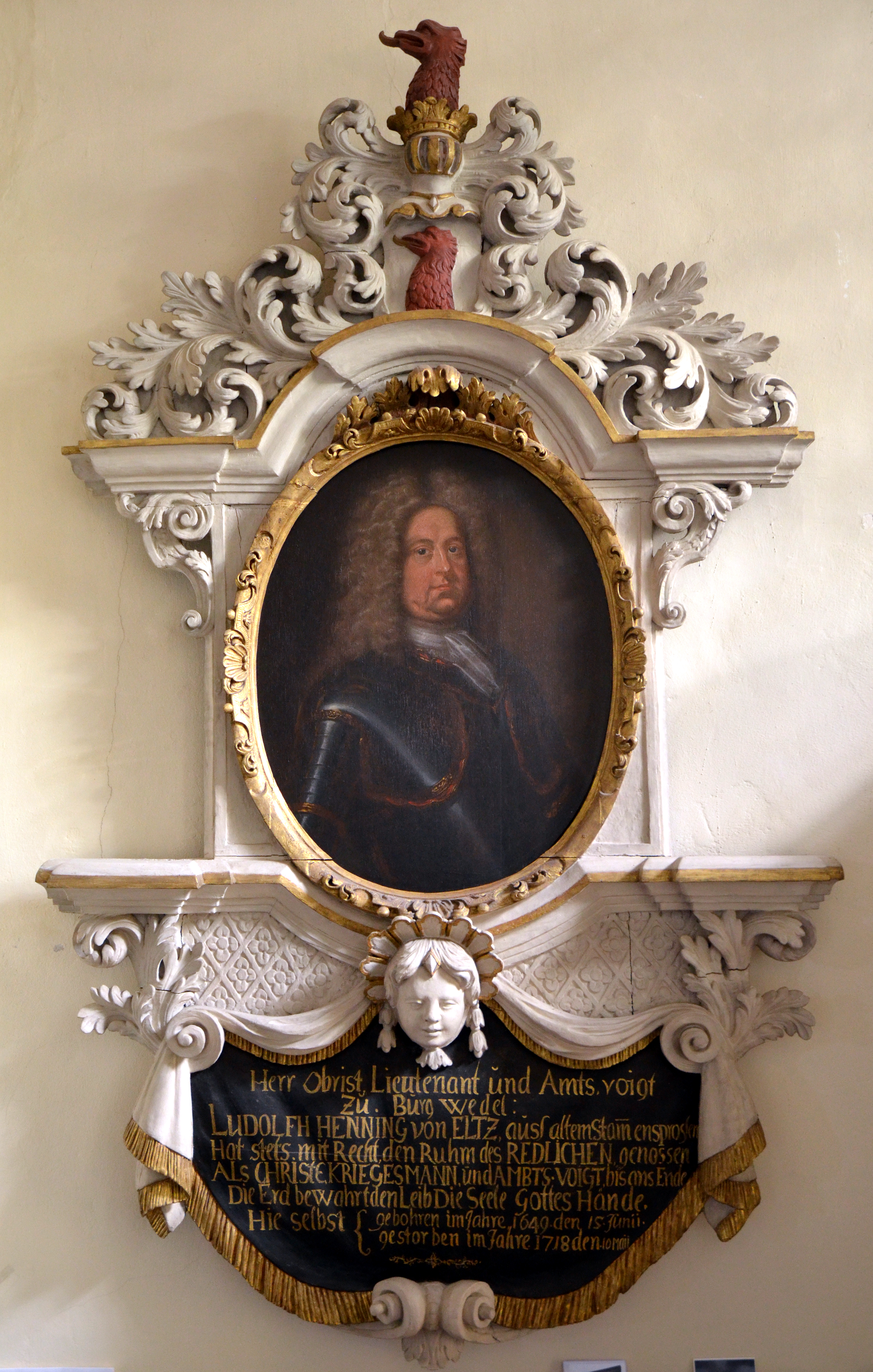
Epitaph im Stil der Régence und des späten Barock;
Kirche St. Petrus in Großburgwedel

In der Kirche St. Petrus in Großburgwedel findet sich ein Anfang des 20. Jahrhunderts von dem Denkmalpfleger Carl Wolff beschriebenes Grabmal für Ludolf Henning von Eltz. Das aus Holz gearbeitete Kunstdenkmal in den Formen der Régence und des späten Barock ist mit dem Wappen der Familie von Eltz geschmückt und zeigt folgende Unterschrift:

„Herr Obrist Lieutenant und Amtsvoigt

zu . Burgwedel:

Ludolfh Henning von Eltz, auss altem Stam ensprossen

Hat stets. mit Recht, den Ruhm des Redlichen, genossen

Als Christe, Kriegesmann, und Ambts-Voigt, bis ans Ende

Die Erd bewahrt den Leib Die Seele Gottes Hände ...“